# Trilogía de Monument 14
Monument 14 es una trilogía de novelas para jóvenes-adultos de ciencia ficción y aventura escrita por Emmy Laybourne. La trilogía se compone de las obras Monument 14 (Los 14 de Monument), Sky on Fire (Cielo en Llamas) y Savage Drift (Deriva Salvaje); además existen otros tres libros que acompañan la trilogía donde se describen en pocas páginas algunos sucesos que no se detallan en los libros principales: 0.5 Dress Your Marines In White (Viste a tus Marines en Blanco), 1.5 Jake and other Girl (Jake y la otra chica) y 2.5 What Mario Scietto Says (¿Qué dice Mario Scietto?).
La Trilogía ha ganado elogios de la crítica, como por ejemplo de New York Times en su Edición Book Review - Elección del Editor y ha sido nominada por los lectores a los adolescentes a YALSA Top Ten en 2013 y ganó en 2014.

## Historia
La trilogía Monument 14, se lleva a cabo en el año 2024 en los Estados Unidos, principalmente en la ciudad de Monument en Colorado cuando Dean Greider y su hermano Alex salen de su casa a tomar el autobús que los transportará a su colegio como de costumbre, lo menos que se imaginan es que en plena vía empieza el Apocalipsis. Seis chicos de escuela secundaria (algunos populares, algunos no), dos estudiantes de octavo grado (uno un genio tecnología), y seis niños pequeños atrapados juntos en un supermercado de la cadena más grande de Norteamérica donde crean un refugio para ellos, mientras afuera, una serie de desastres golpea al país, a partir de una tormenta de granizo y que termina con un derrame de armas químicas que afecta a las personas de forma diferente dependiendo de su grupo sanguíneo, ha destrozado el mundo como se le conoce.

## Estructura
A pesar de ser un trilogía, está compuesto por 6 libros que 3 de ellos son los principales y los otros 3 son algunas escenas que no se detallan en los principales y que pueden ser leídos para entender la trilogía. Monument 14 consta de 279 páginas, Sky on Fire de 230 y Savage Drift de 289; mientras que Dress your Marines in white consta de 17 páginas, Jake and other Girl con 23 y What Mario Scietto Says con 15.

## Argumento

### 0.5: Dress your Marines in White
Viste a tus Marines en Blanco (en inglés: Dress your Marines in White): Al principio, el doctor James Cutlass, había pensado que su nuevo trabajo en NORAD era emocionante y lleno de oportunidades, pero eso fue antes de la demostración. Pero esta es la historia de las terroríficas elecciones que rodean una demostración de armas químicas que salió horriblemente mal.
Es el primer libro de Escenas, es decir, no es uno de los principales. Explica la historia de James Cutlass y el proceso como ayudante de la creación de MORS, el arma química secreta del Gobierno estadounidense que después explota y ataca al país americano.

### 1.0: Monument 14
Los 14 de Monument (en inglés: Monument 14): Tu madre grita que vas a perder el autobús. Lo puede ver venir por la calle. No paras, la abrazas y le dices que la amas. No le agradeces por ser una buena madre, amable y paciente. Por supuesto que no; te lanzas por las escaleras y corres hasta la esquina. Solo que, si es la última vez que vas a ver a tu madre, empiezas a desear haberte detenido y hecho esas cosas. Tal vez incluso perderte el autobús. Pero el autobús se disparaba por nuestra calle, así que corría. Catorce niños. Un supermercado. Un millón de cosas que salen mal.
Es el primer libro de los principales, el original de la trilogía. Cuenta la historia de Dean Greider y su día día mientras desastres de distintos niveles ataca a su país y como este sobrevive con otras 13 personas en el Greenway (un supermercado). 

### 1.5: Jake and other Girl
Jake y la otra Chica (en inglés: Jake and other Girl): El apocalipsis ha golpeado a Monument, Colorado, y Jake Simonsen, capitán del equipo de fútbol, está atrapado en el medio. Una serie de desastres en ascenso, comenzando con una monstruosa tormenta de granizo y terminando con un terrible derrame de armas químicas que afecta a las personas dependiendo de su tipo sangre, ha destrozado al mundo como lo conoce. Ahora, Jake tiene que decidir cómo recoger los pedazos.
Es el segundo libro de Escenas. Relata la historia desde el punto de vista de Jake Simonsen a partir de que salió del Greenway a buscar ayuda en el Hospital de la ciudad, pero decide dejar al equipo y visita la casa de una de sus exnovias para ver si se encuentra viva.

### 2.0: Sky on Fire
Cielo en Llamas (en inglés: Sky on Fire): Atrapados en una súper tienda por una serie de desastre, incluyendo una monstruosa tormenta de granizo y un derrame de armas químicas aterrador, los hermanos Dean y Alex aprendieron cómo sobrevivir y trabajaron juntos con otros doce chicos para construir un refugio del caos. Pero entonces aparecieron extraños, destruyendo su frágil paz, y trayendo tanto nuevos desastres como un destello de esperanza. Sabiendo que las armas químicas saturando el aire en el exterior lo convertirían en un furioso monstruo sediento de sangre, Dean decide quedarse en la seguridad de la tienda con Astrid y algunos de los niños más pequeños. Pero su santuario ya había sido violado una vez... Mientras tanto, Alex, determinado a encontrar a sus padres, se dirige hacia la oscuridad y devastación con Niko y algunos otros en un autobús escolar recientemente reparado. Si pueden llegar al Aeropuerto Internacional de Denver, podrían ser evacuados a la seguridad. Pero el mundo externo es incluso peor de lo que esperaban...
Es el Segundo libro de los Principales. Cuenta la historia desde dos puntos de vista: Dean Greider desde el Greenway con la mitad del grupo y por otra parte Alex Greider en su viaje con la otra mitad hacia el Aeropuerto para ser evacuados del país y llevar rescate a su hermano Dean.

### 2.5: What Mario Scietto Says
¿Qué dice Mario Scietto? (en inglés: What Mario Scietto Says): A pesar de toda su planificación de desastres, y el refugio antiaéreo que construyó bajo su cobertizo, Mario Scietto no estaba preparado para el Apocalipsis que afectó a Monument, Colorado. 
Es el tercer libro de Escenas. Relata la historia de Mario Scietto, un viejo con alrededor de 80 años de edad que protege a la mitad del grupo que iban con Alex en Sky on Fire dentro de su refugio, aun así, se cuenta es lo que sucede con Mario después de que el grupo saliera de su refugio y seguir al Aeropuerto.

### 3.0: Savage Drift
Deriva Salvaje (en inglés: Savage Drift): Los sobrevivientes del Monumento 14, finalmente han llegado a la seguridad de un campo de refugiados de Canadá. Dean y Alex están empezando con cautela a la esperanza de que un final feliz podría ser posible. Pero para Josie, separada del grupo y atrapada en un campo brutal de prisioneros por ser expuesta de tipo O, las cosas han ido de mal en peor. Traumatizada por sus experiencias, ella ha renunciado a toda esperanza de rescate o seguridad. Mientras tanto, asustado por el inusual interés del gobierno en su embarazo, Astrid (con sus dos protectores, Dean y Jake en el remolque) se une a Niko en su búsqueda desesperada por reencontrarse con su amor perdido Josie.
Es el tercer libro de los Principales y el último de la trilogía. Relata la historia desde dos puntos de vista: Dean Greider en busca de salvar junto a Niko a su amor, y por otra parte Josie mientras vive con Mario y otros chicos en un Reclusorio para personas con sangre Tipo O.

## Personajes
- Dean Greider: El protagonista de la serie, Dean tiene 16 años y asiste al Junior High School. Él es el que trata de mantener todo en orden. Es escritor de sus propias ideas en su Diario. Su hermano pequeño es Alex. Él está enamorado de Astrid. Dean tiene sangre tipo O, por lo cual, si está expuesto a los químicos actúa como un Monstruo con ganas de golpear a las personas.

- Alex Greider: Alex es el hermano pequeño de Dean y es muy bueno con la tecnología y toda la serie crea cosas útiles para el grupo a utilizar. También es muy bueno en el control de sus emociones, a pesar de que crece poco a poco más inestable.

- Niko Mills: Es uno de los líderes del Grupo. En el pasado, era un Boy Scout, que significa que tiene excelentes habilidades de supervivencia y una inmensa autoridad. Él dio la idea de ir hasta el Aeropuerto por rescate. Está enamorado de Josie, al saber que ella se encuentra en Misuri atrapada decide ir a salvarla.

- Josie: Inicialmente esta la mitad del libro Monument 14 en estado de Shock, pero, al despertar empieza a ser la madre de todos los niños. Ella es la que canta canciones y cuenta historias a los niños; ella es también la que sugiere el grupo tiene una ceremonia para los muertos, y la celebración de elecciones para detener a los chicos de luchar. Con Josie despertar, es más fácil para que el grupo se la llevara bien y mantener el control de los niños pequeños.

- Astrid Haymann: Astrid es la primera protagonista femenina, tiene 18 años. Ella es rubia, atlético, hermosa, y llena el papel como consejero de campamento y líder potencial para los niños. Ella tiene sangre tipo O, igual que Dean. Tiene un romance con Jake, quien queda embarazada de él pero también descubre su amor por Dean.

- Jake Simonsen: Es el mariscal de campo del equipo de fútbol de la escuela que asiste a Dean. Él es guapo, popular, y se lleva bien con casi todo el mundo. Sin embargo, por culpa de los químicos, se vuelve muy inestable después de convertirse en completamente estéril. Él comienza a beber y usar drogas pesadas, basándose en estas cosas debido a sus sentimientos de inutilidad. Él es el primero en abandonar el grupo después de haber sido enviado para ver si el hospital seguía abierta y luego abandonar el resto de los 13.

Existen otros personajes para completar a los protagonistas (Los 14): Sahalia, Max, Chloe, Batista, Ulises, Caroline, Henry y Brayden.